# Рот Фронт-4
Рот Фронт-4 (РФ-4) — експериментальний одномісний планер конструкції О.К.Антонова. Побудований в 1933 р. Передбачалося дослідити в польоті вплив різних елементів конструкції на характеристики планера. Для цієї мети в тому ж році були виготовлені ще три планери Рот Фронт-1, Рот Фронт-2, Рот Фронт-3 які мали деякі відмінності. Наприклад Рот Фронт-1, Рот Фронт-2, Рот Фронт-3 мали однаковий профіль і розмах і відрізнялися площею і подовженням крила. РФ-2 відрізнявся кермом висоти збільшеної площі, а РФ-4 мав найбільший розмах крила.

## Конструкція
Конструктивно Рот Фронт-4 являв собою моноплан парасоль. 
- Крило — що складалося з центроплана і двох консолей мало коробчастий лонжерон і додатковий косий лонжерон біля кореня. Були щілинні елерони й закрилки з усього розмаху. Для керування закрилками був спеціальний важіль.
- Фюзеляж — мав форму гондоли яйцеподібного перетину, переходить під крилом у вільнонесучу балку з кілем на кінці, розчалену до крила чотирма тросами.